# 达杂迪扎错
达杂迪扎错也作达杂迪杂错（藏語：མདའ་རྫ་བདེ་རྫ་མཚོ།，威利转写：mda' rdza bde rdza mtsho，THL：Dadza Dedza Tso）位于中国西藏自治区那曲市尼玛县境内，地处尼玛县西部。湖面海拔4731米，面积10平方公里。湖区气候干寒，年均气温-4℃，年降水量150～200毫米。湖水主要靠地表径流补给，集水区面积2070平方公里。